# Casablanca Biennale
Die Casablanca Biennale (Biennale Internationale d’Art Contemporain de Casablanca, BIC) ist eine Kunstschau (internationale Biennale), die seit 2012 in Casablanca stattfindet.
Gründer ist der marokkanische Künstler und Mäzen Mostapha Romli. Finanziert wird die Biennale vom Staat Marokko.
Mit der Biennale soll der interkulturelle Dialog zwischen marokkanischen und anderen afrikanischen Künstlern sowie der internationalen Kunstszene im Bereich der zeitgenössischen Kunst gefördert werden.
Ausstellungsorte sind seit der ersten Biennale das LuxushotelSofitel Tour Blanche, die École supérieure des beaux-arts, die ehemalige Kathedrale Sacré Cœur, die Galerie David Bloch und der ehemalige Hangar der marokkanischen Luftwaffe. Weitere Ausstellungsplätze kamen in den folgenden Biennalen hinzu.
Laut den Organisatoren gibt es in Marokko wenige Orte, an denen der Dialog zwischen Künstlern der verschiedenen Generationen und Nationalitäten möglich ist. Abgesehen von einigen wenigen international renommierten marokkanischen Künstlern sei die Kunstszene Casablancas der Öffentlichkeit wenig bekannt.